# Михайловка (Смоленский район, Смоленская область)
Михайловка — деревня в Смоленском районе Смоленской области России. Входит в состав Катынского сельского поселения. Население — 2 жителя (2007 год).
Расположена в западной части области в 24 км к западу от Смоленска, в 6 км южнее автодороги А141 Орёл — Витебск, на берегу реки Днепр. В 4 км северо-западнее деревни расположена железнодорожная станция Воронино на линии Москва — Минск.

## История
В годы Великой Отечественной войны деревня была оккупирована гитлеровскими войсками в июле 1941 года, освобождена в сентябре 1943 года.